# Mohan Rakeś
Mohan Rakeś (Rākeś) (ur. 8 stycznia 1925 w Amritsarze, zm. 1972) – indyjski pisarz.
Tworzył w języku hindi. Był jednym z prekursorów powstałego w pierwszej połowie lat 50. XX w. nurtu nowego opowiadania (nai kahani). Pisał powieści i opowiadania poruszające głównie współczesną tematykę społeczną. W 1961 opublikował powieść Andhere band kamre (Ciemne zamknięte pokoje) uważaną za szczególnie cenną w jego dorobku; demaskuje ona pustkę życia indyjskiej klasy średniej w latach 50. XX w. i porusza problem migracji Indusów do W. Brytanii. Jest również autorem dramatów historycznych - Aszarh ka ek din (Jeden dzień miesiąca aszarh, 1958) i Laharon ke radźhans (Łabędzie fale, 1963), oraz dramatu współczesnego Adhe adhure (Połowiczni, niekompletni, 1969). W 1961 wydał zbiór opowiadań Ek aur zindagi (Jeszcze jedno życie). Poza tym napisał wiele jednoaktówek.